# Erik Norman Kjellesvig-Waering
Erik Norman Kjellesvig-Waering (* 9. Februar 1912 in Havanna, Kuba; † 16. Juli 1979 in Marco Island, Florida, Vereinigte Staaten) war ein US-amerikanischer Arachnologe und Paläontologe.

## Leben
Erik N. Kjellesvig-Waering wurde am 9. Februar 1912 in Havanna in Kuba geboren. Sein Vater war ein norwegischer Bauingenieur, weshalb er die norwegische Staatsbürgerschaft erhielt, und seine Mutter eine gebürtige Kubanerin. Auf den Wunsch der Mutter wurden er und seine 5 Geschwister in den Vereinigten Staaten ausgebildet: Er besuchte eine Elementary School in New Jersey und wechselte danach an eine Militärakademie in North Carolina. Mit 21 Jahren nahm er die Staatsbürgerschaft der Vereinigten Staaten an.
Er begann auf den Wunsch seines Vaters das Studium der Geologie an der North Carolina State University, welches er mit dem Grad Bachelor of Science abschloss. Während seiner Studienzeit arbeitete er in der Universitätsbibliothek, wobei er während Recherchen für sein Geologiestudium auf das Themenfeld der Paläontologie stieß, welches ihn sofort faszinierte. Er verwendete seine freie Zeit und Ferien mit dem Studium der Paläontologie, mit besonderem Augenmerk auf Seeskorpione (Eurypterida) und lebende sowie fossile Skorpione (Scorpiones).
Nach seinem Abschluss arbeitete er für Mineralölunternehmen wie Shell Oil Company und Amoco International Oil Company, die ihn vor allem ins südamerikanische Ausland entsandten. Während dieser Zeit sammelte er viele Schildkröten, Schlangen, Schalentiere und Korallen für das American Museum of Natural History in New York und das Field Museum of Natural History in Chicago, bei denen er Mitglied war. Selbst besaß er eine große Sammlung von Skorpionen, Käfern und Seeskorpionen, welche er der Florida State Collection of Arthropods überließ.